# Sjöpolisen i Sverige
Sjöpolisen i Sverige är idag organiserad inom Polismyndighetens Polisregion Stockholm,  Polisregion Väst samt Polisregion Mitt med specialutbildade poliser, som arbetar med sjöanknuten polisiär verksamhet.
Det finns cirka 60 sjöpoliser i Stockholms län (inklusive Gotland) och 20 i Västra Götaland, varav hälften arbetar som sjöpoliser enbart under sommaren. Sedan 2023 finns även ett mindre antal sjöpoliser i Uppsala län med basering i Östhammar.
Alla sjöpoliser har samma utbildning som andra poliser, samt kompletterande utbildning för att bli sjöpolis.
Vid Sjöpolisen i Stockholm finns ungefär tolv utbildade vattendykare,[källa behövs] som ägnar sig i huvudsak åt sök efter försvunna personer i vatten, eftersök av föremål som vapen. Dykgruppen biträder även övriga polisregioner i Sverige. 
Sjöpolisen är i dagsläget ensam om att bedriva forensisk dykning (brottsplatsundersökning under vatten).

## Syfte
- Förebygga och ingripa mot sjöfylleri[4], fartöverträdelser och vårdslöshet i sjötrafiken.
- Förebygga och ingripa mot stölder av båtmotorer, båtar och andra vattenfordon.
- Utöva jakt- och fisketillsyn.
- Delta i räddningsinsatser och utreda olyckor på sjön.
- Utreda brott mot fiskelag (1993:787).[5]
- Ansvara för eftersök av försvunna personer i marin miljö.

Sjöpolisen i Sverige har omkring tolv polisbåtar. I Stockholms län finns omkring nio båtar och i Västra Götaland/Halland tre. De båttyper som polisen använder är bland andra:
- Marell Boats M15 och andra 15-meters motorbåtar
- Stridsbåt 90H
- Ribbåtar som kan köra upp till 60 knop
- Vattenskotrar

## Historik
Sjöpolis i Sverige har sina rötter i hamnpolis. Sådan inrättades för första gången 1916 i Göteborg under namnet ”Hamnpolisen” och en liknande, Stockholms hamnpolis, 1921 i Stockholm.
Hamnpolisens verksamhet var inte direkt jämförbar med dagens båtburna polisverksamhet. De främsta uppgifterna för hamnpolisen var ordningshållning i hamnområdet samt kontroll av resande till och från riket. Sjöpolis i nuvarande form organiserades 1965 i samband med att polisens förstatligades. Då inrättades sjögrupper i åtta polisdistrikt. De för ändamålet anskaffade tio båtarna av det danska fabrikatet Coronet stationerades enligt följande:
- Stockholms polisdistrikt (två båtar)
- Handens polisdistrikt
- Nacka polisdistrikt
- Norrtälje polisdistrikt
- Täby polisdistrikt
- Karlskrona polisdistrikt
- Göteborgs polisdistrikt (två båtar)
- Uddevalla polisdistrikt.

År 1967 anskaffades ytterligare två båtar som stationerades i Nyköpings respektive Luleå polisdistrikt och år 1968 erhöll Mariestads och Västerås polisdistrikt var sin båt. Mariestadsbåten omstationerades år 1973 till Karlstads polisdistrikt. Från 1968 förfogade sjöpolisen över 14 polisbåtar vid tolv sjöpolisgrupper. Från år 1965 var det endast Stockholms polisdistrikt som hade fasta tjänster för sjöpolisverksamhet. Sådana tjänster hade även funnits vid hamnpolisen i Stockholm. Några år senare fick även Göteborgs polisdistrikt fasta sjöpolistjänster.

## Bildgalleri

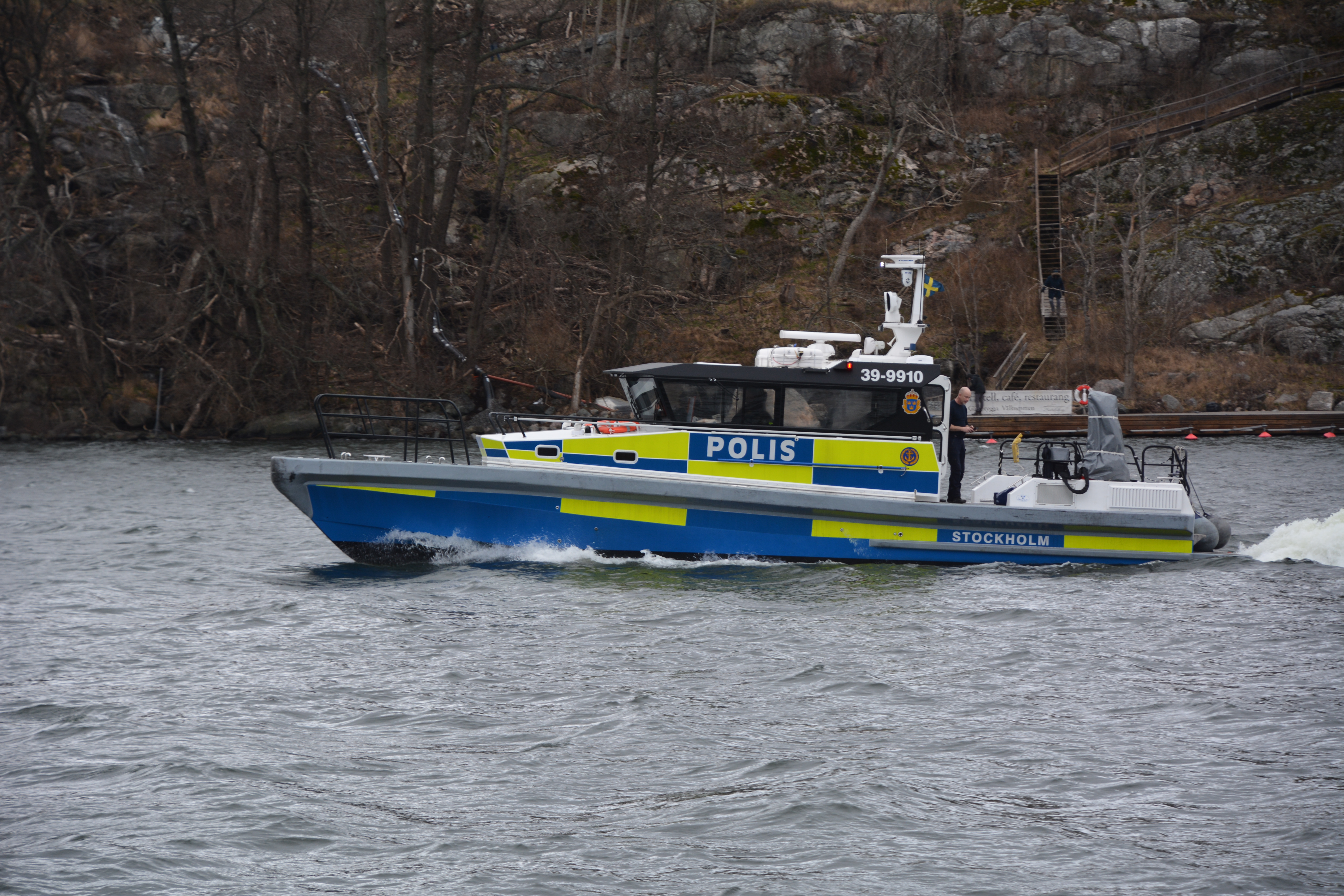
Polisbåt 39-9910
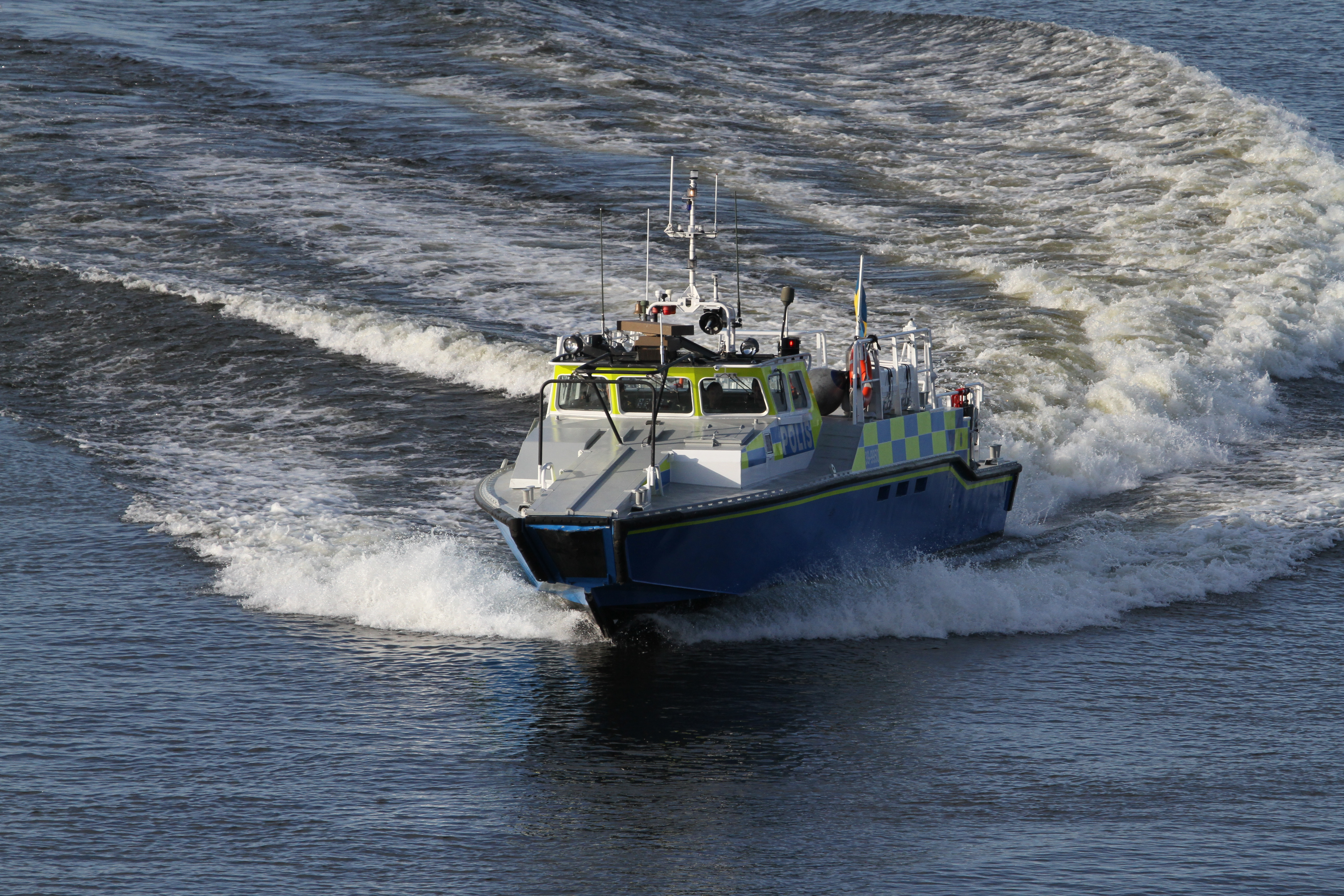
Polisbåt 39-9950, en Stridsbåt 90H
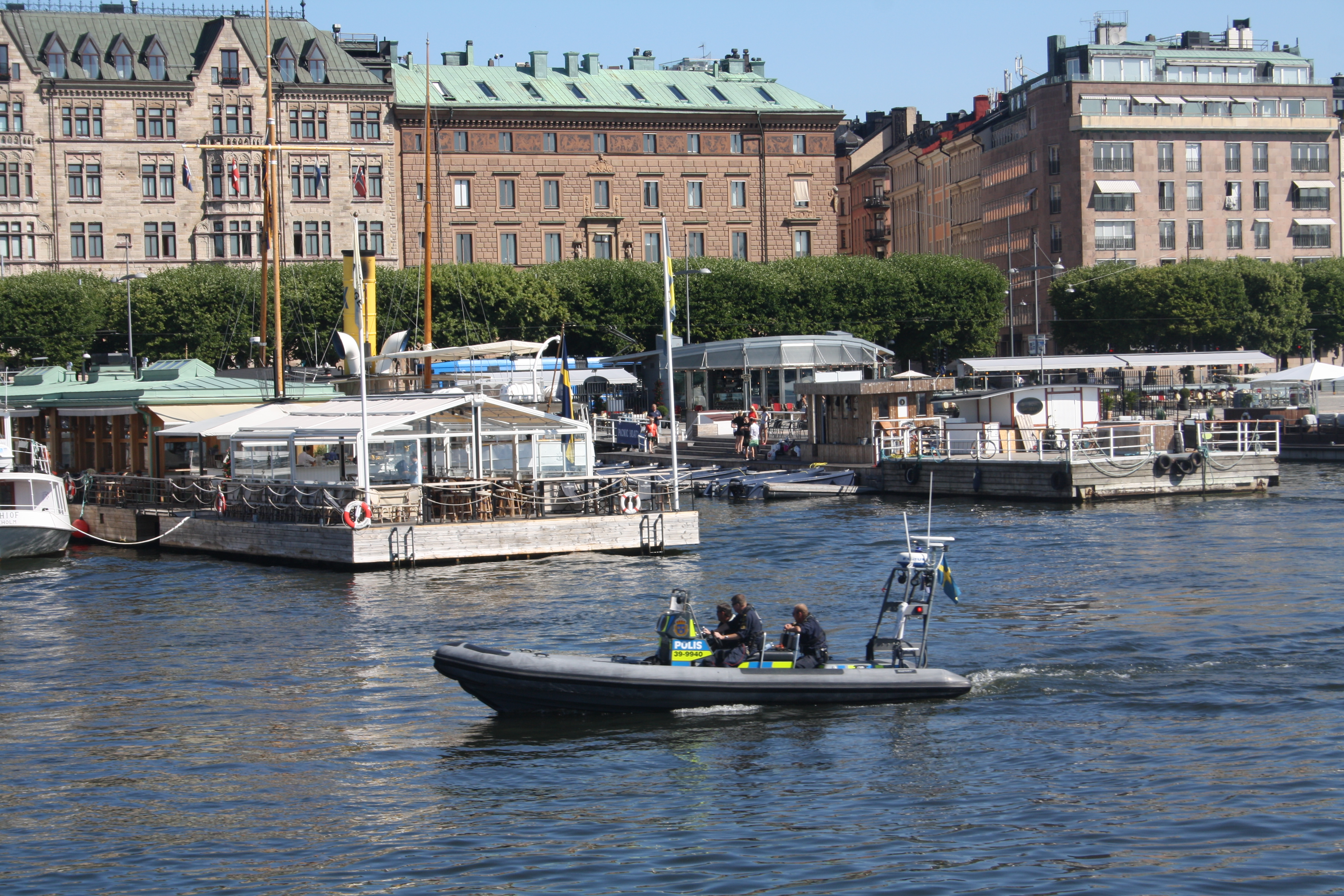
Polisbåt 39-9940, ribbåt av fabrikat Rupert
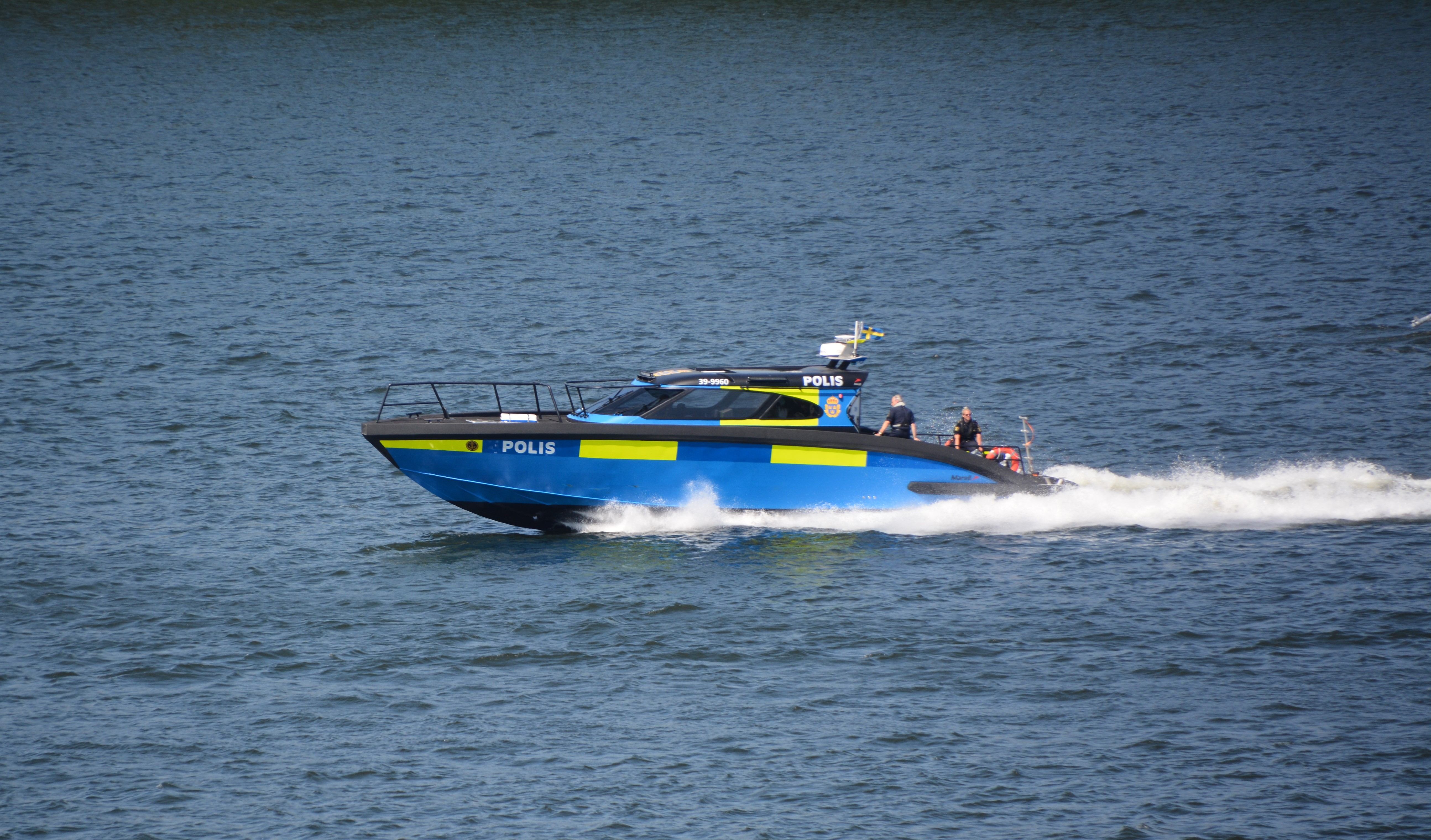
Polisbåt 39-9960, en Marell Boats M15, vilken levererades i juni 2020 till Sjöpolisen i Nacka
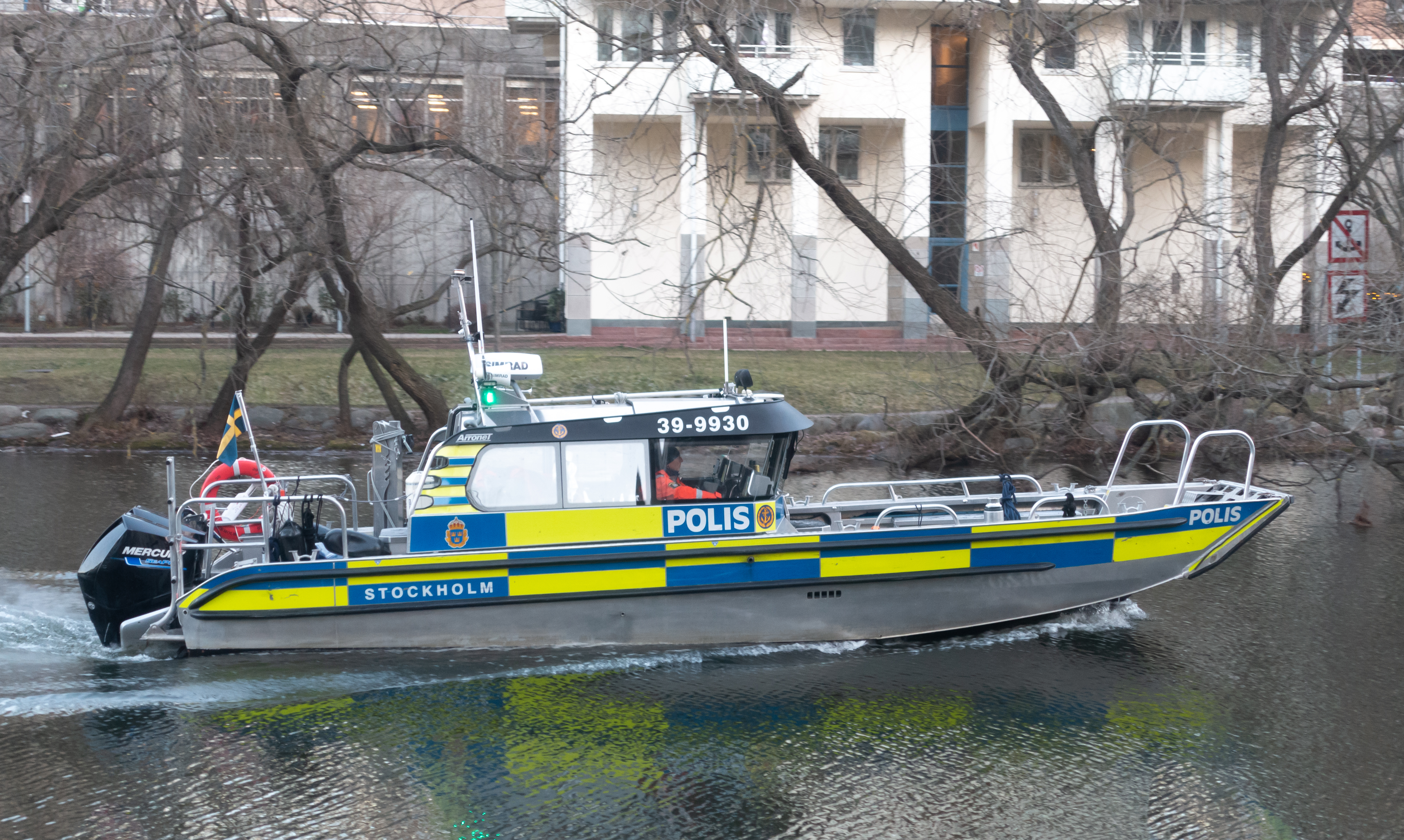
Polisbåt 39-9930 i Stockholms innerstad, december 2021
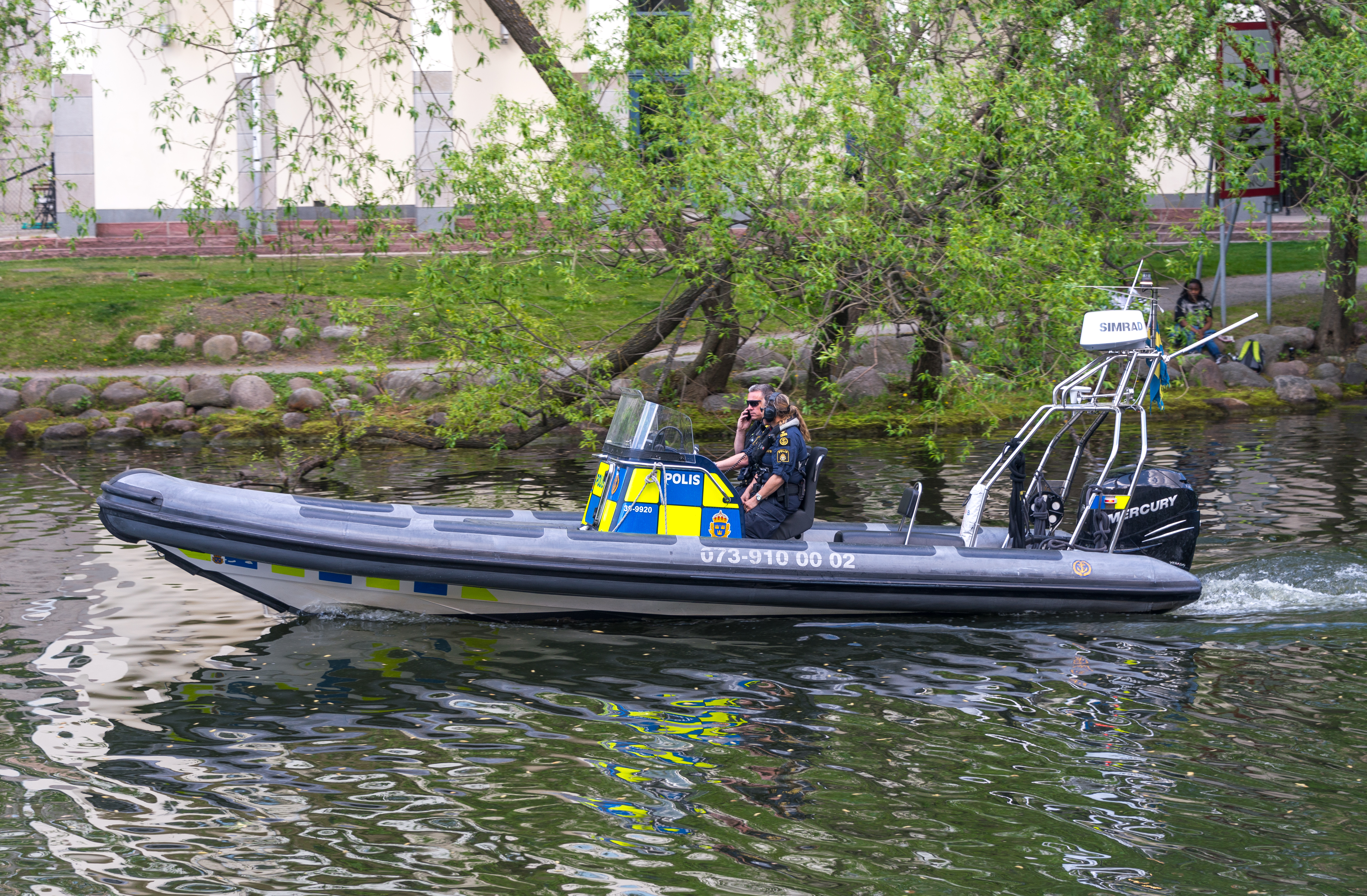
Polisbåt 39-9920 i Klara sjö i Stockholm, maj 2017

## Frontex
Svensk personal från Polismyndighetens sjöpolisverksamhet har under deltagit i Frontexoperationer vid EU:s sjögräns. Några exempel på operationer där sjöpoliser deltagit:
- Operation Themis (tidigare Triton), Italien[8]
- Operation Poseidon, Grekland[8]